# Marie Pštrossová-Nosková

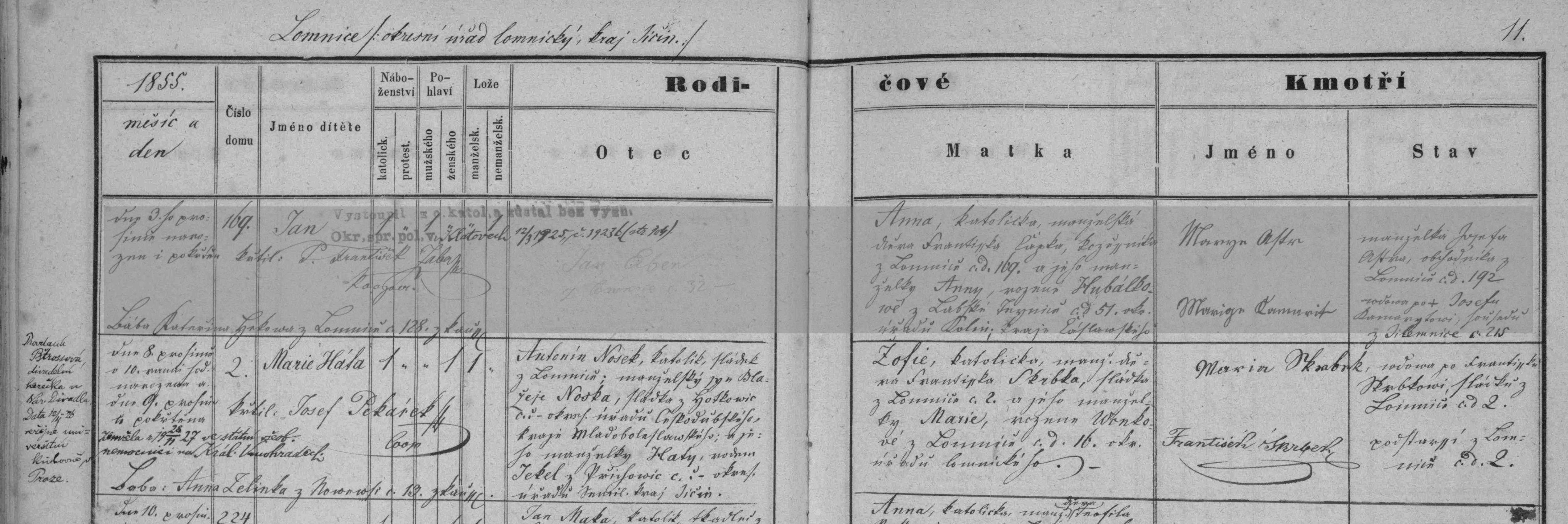
matriční zápis o narození a křtu Marie Noskové (matrika N 1855–1871 územní rozsah: Lomnice nad Popelkou (SOA Zámrsk))

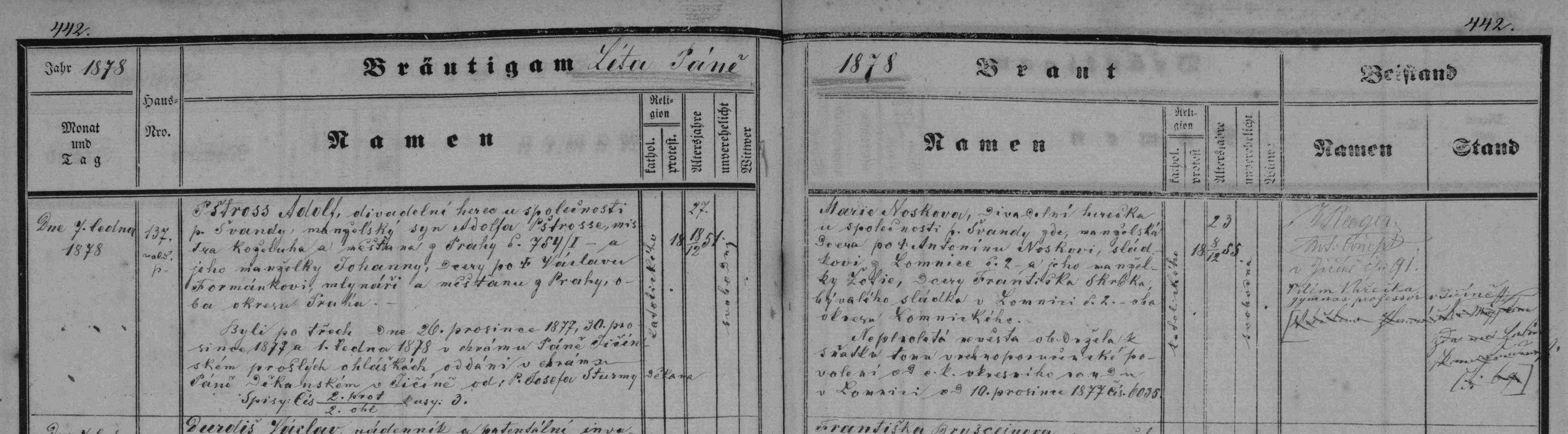
matriční zápis o sňatku Marie Noskové s Adolfem Pštrosem (matrika O 1844–1881 územní rozsah: Jičín (SOA Zámrsk))

Marie Pštrossová, rozená Nosková, křtěná Marie Háta (8. prosince 1855 Lomnice nad Popelkou – 28. listopadu 1927 Praha), byla česká divadelní herečka.

## Život
Narodila se v Lomnici do rodiny místního sládka Antonína Noska. Od mládí hrála divadlo a byla členkou "Lomnického ochotnického divadelního spolku". Během účinkování v tomto spolku a zčásti i zásluhou své školitelky Elišky Peškové se natolik zdokonalila, že získala angažmá ve smíchovských divadlech (Divadlo U Libuše a Aréna u Eggenberku) Pavla Švandy ze Semčic, kde hrála pod pseudonymem M. Táborská. Zprvu byla jen sboristkou, ale po čase z ní principál Švanda udělal sólistku a přiděloval jí úlohy naivek. V roce 1878 se v Jičíně provdala za hereckého kolegu Švandovy herecké společnosti Adolfa Pštrose a dále již vystupovala pod jménem Pštrossová.
V roce 1883 se manželé Pštrossovi stali členy hereckého souboru Národního divadla a Marie Pštrossová zde poprvé vystoupila 4. září 1883 v roli Ludmily v Pippichově jednoaktovce "Z české domácnosti". Během svého působení se však nedočkala významnějších rolí a postupně ztratila trpělivost čekat, až na ní přijde řada při rozdělování závažnějších rolí. Podobně smýšlel i její choť a tak v roce 1888 opustila spolu s manželem Národní divadlo. Najali si statek nedaleko Lomnice nad Popelkou a věnovali se zemědělství. Po dvou letech marných pokusů hospodaření zanechali a vrátili se zpět do Prahy. V roce 1891 nastoupila do Národního divadla, kde účinkovala především v komických rolích. Často ztvárňovala postavy chův, lidumilných šlechtičen, venkovských stařenek a babiček
V roce 1901 odešel její manžel Rudolf Pštros pro vážné duševní onemocnění z Národního divadla a v září roku 1903 zemřel. Marie Pštrossová hrála v ND až do počátku první světové války již jen sporadicky a následně se rozhodla ukončit působení u divadla.
Po skončení války se v roce 1919 ještě vrátila na jeviště Národního divadla, avšak v roce 1925 zcela ukončila svou hereckou kariéru. V roce 1927 prodělala operaci ve Vinohradské nemocnici a krátce na to koncem listopadu zemřela. Pohřbena byla na Olšanských hřbitovech.